# Albert Camus contemporain
 (juillet 2024).
Si vous disposez d'ouvrages ou d'articles de référence ou si vous connaissez des sites web de qualité traitant du thème abordé ici, merci de compléter l'article en donnant les références utiles à sa vérifiabilité et en les liant à la section « Notes et références ».
Albert Camus contemporainest un essai biographique sur l'écrivain Albert Camus, écrit sous la direction de Dolorès Lyotard, portant sur sa vie et son œuvre.

## Présentation
Comment approcher la modernité d'Albert Camus qui disait lui-même qu'il n'était « pas moderne. » C'est que justement à travers son style classique, il a tracé le chemin d'un humanisme dont son siècle l'avait désespéré mais qui y puisait pourtant les ressources nécessaires pour dépasser la problématique de l'absurde en espérant malgré tout découvrir un « Sisyphe heureux » et du nihilisme, sublimant ses héros de sa pièce Les Justes. 
Il établit dans L'Homme révolté le diagnostic d'un époque dominée par l'autorité de la raison totalitaire justifiant l'injustifiable au nom du progrès de l'Histoire. Avoir raison contre l'Histoire, c'est ce que ses contemporains ne lui pardonnèrent guère mais c'est son honneur d'avoir toujours défendu l'homme avant la raison. Et c'est aussi ce qui fait son actualité, un succès qui ne se dément pas.
C'est en ce sens qu'il apparaît à beaucoup comme 'contemporain', écrivain qui a posé en moraliste les questions qui sont encore propres à notre époque en ce début de XXIe siècle et dont la lecture de l'œuvre nous montre à la fois la grandeur de l'homme et ses faiblesses face aux évolutions et à la marche de l'Histoire.